# Lepargyrea argentea
Lepargyrea es un género monotípico de plantas fanerógamas pertenecientes a la familia Elaeagnaceae. Su única especie, Lepargyrea argentea, es originaria de Estados Unidos.

## Taxonomía
Lepargyrea argentea fue descrito por (Pursh) Greene y publicado en Pittonia 2(9): 122. 1890.
Sinonimia
- Hippophae argentea Pursh[2]